# Şam tatlısı
Il Şambali o Şam tatlısı (turco per "miele o dolce di Damasco") è un dessert turco. Viene realizzato con semolino ed è simile al revani, ma nella sua preparazione viene anche usata melassa. Si serve con pinoli o altre noci come mandorle o arachidi sopra le porzioni. È un cibo tradizionalmente venduto per le strade, in veicoli speciali con vetrine, come accade anche per il midye dolma o il nohutlu pilav (pilav con i ceci).